# Dirty Money – Geld regiert die Welt/Episodenliste
Diese Episodenliste enthält alle Episoden der US-amerikanischen True-Crime-Dokumentationsfernsehserie Dirty Money – Geld regiert die Welt (englischer Originaltitel: Dirty Money). Die Liste ist nach der offiziellen Episodennummerierung sortiert. Die Fernsehserie umfasst derzeit zwei Staffeln mit 12 Episoden.

## Staffel 1
| Nr. (ges.) | Nr. (St.) | Deutscher Titel         | Originaltitel         | Erstausstrahlung USA | Deutschsprachige Erstausstrahlung (D) | Regie           |
| --- | --------- | ----------------------- | --------------------- | -------------------- | ------------------------------------- | --------------- |
| 1 | 1         | Tödliches NOx           | Hard NOx              | 26. Jan. 2018        | 26. Jan. 2018                         | Alex Gibney     |
| In den Vereinigten Staaten werden viele Autos des Autoherstellers Volkswagen mit Dieselmotoren als „TDI Clean Diesel“ beworben. Die Untersuchung der Abgase einiger Motoren von VW offenbart jedoch, dass die Motoren gar nicht so sauber („clean“) bzw. schadstoffarm sind wie beworben. Letztendlich führt dies zur Aufdeckung des Abgasskandals. Die Stickoxidausstöße der Motoren überschreiten den vorgeschriebenen US-amerikanischen Grenzwert Tier 2 Bin 5 teilweise um das 40-fache. Das „NOx“ im Titel steht für „nitrogen oxide“ und ist die englische Abkürzung für Stickoxide. Stickoxide entstehen unter anderem bei der Verbrennung von Diesel in Dieselmotoren. Um bei Abgastests besser abzuschneiden, hat VW sogenannte „Defeat devices“ (deutsch „Abschalteinrichtungen“) eingesetzt, die anhand verschiedener Parameter erkennen, ob sich ein Auto auf einem Abgasprüfstand befindet. Falls ein Abgastest durchgeführt wird, wird die Abgasreinigung eingeschaltet und die Abgase werden gefiltert, ansonsten bleibt sie standardmäßig deaktiviert. Die Toxizität der Abgase wurde unter anderem an lebenden Affen getestet. |           |                         |                       |                      |                                       |                 |
| 2 | 2         | Kleinkredite            | Payday                | 26. Jan. 2018        | 26. Jan. 2018                         | Jesse Moss      |
| Scott Tucker ist ein US-amerikanischer Autorennfahrer, der einen extravaganten Lebensstil führt. Er verdient sein Geld durch ein betrügerisches Geschäftsmodell bei der Vergabe von Kleinkrediten bzw. Kurzzeitkrediten, sogenannten Payday Loans. Diese Kredite werden häufig von Personen mit niedriger Bonität in Anspruch genommen. Tuckers Firma verlangt sehr hohe Zinsen auf die Kredite (Wucher bzw. Zinswucher). Zum anderen gestaltet er die Kreditverträge mit Absicht so kompliziert, dass die Vertragsunterlagen irreführend sind und die meisten Kunden die Verträge nicht verstehen können. Nachdem der Kredit an die Kunden ausgezahlt wurde, wird von ihrem Konto regelmäßig ein Betrag in Höhe der monatlichen Tilgung abgebucht. Der Kunde ist in dem Glauben, den Kredit über mehrere Monate zurückzuzahlen. In Wahrheit wurde der Kredit jedoch verlängert und es handelt sich bei der Abbuchung vom Konto des Kunden um eine Bearbeitungsgebühr zur Verlängerung des Kredits. Tucker wurde dazu verurteilt, der US-amerikanischen Federal Trade Commission eine Strafe in Höhe von 1,3 Milliarden US-Dollar zu zahlen. |           |                         |                       |                      |                                       |                 |
| 3 | 3         | Teure Medizin           | Drug Short            | 26. Jan. 2018        | 26. Jan. 2018                         | Erin Lee Carr   |
| Der kanadische Pharmakonzern Valeant hebt die Preise seiner Medikamente, unter anderem Daraprim, drastisch an, wodurch die notwendigen Arzneimittel für viele Kranke unbezahlbar werden (siehe auch Martin Shkreli). Valeant versucht sein Wachstum nicht mit „normalen“ Methoden wie andere Pharmaunternehmen zu erzielen. Pharmakonzerne investieren durchschnittlich 18 Prozent ihres Umsatzes in die Forschung und Entwicklung von neuen Medikamenten, die dann monetarisiert werden. Valeant verwendet jedoch eine andere Methode: Das Unternehmen senkt seine Ausgaben für Forschung und Entwicklung auf ein Minimum von etwa 3 Prozent des Umsatzes. Das eingesparte Geld verwendet Valeant, um andere Pharmaunternehmen aufzukaufen. Bei den akquirierten Pharmaunternehmen werden die Ausgaben für Forschung und Entwicklung ebenfalls auf ein Minimum gesenkt, sodass wieder neues Geld für weitere Übernahmen anderer Pharmaunternehmen zur Verfügung steht. Nachdem Valeant diverse Unternehmen übernommen hat, hat es die Preise seiner angebotenen Medikamente drastisch erhöht. So wurde bei dem Medikament „Daraprim“ der Preis von 13,50 US-Dollar pro Tablette über Nacht auf 750 US-Dollar pro Tablette angehoben. Dabei handelt es sich um einen Preisanstieg von mehr als 5.500 Prozent. Der Aktienpreis von Valeant stieg seit Beginn der stetigen Unternehmenskäufe immer weiter an. Seitdem die Betrugsvorfälle um Valeant zwischen Ende 2015 und Anfang 2016 an die Öffentlichkeit gelangt sind, hat das Unternehmen etwa 89 Milliarden US-Dollar an Marktkapitalisierung verloren. |           |                         |                       |                      |                                       |                 |
| 4 | 4         | Kartell-Bank            | Cartel Bank           | 26. Jan. 2018        | 26. Jan. 2018                         | Kristi Jacobson |
| Die britische Großbank HSBC ist in die Geldwäsche von mexikanischen Drogenkartellen verwickelt. Südamerikanische Drogenkartelle transportieren ihre Drogen von den Herstellungsorten in Südamerika über Mittelamerika in die Vereinigten Staaten. Die Drogen werden in den USA verkauft. Doch wie kommt das aus dem Drogenverkauf eingenommene Geld wieder zurück zu den Kartellen nach Südamerika? Laut dieser Episode von Dirty Money ist eine Möglichkeit dafür der Rücktransport des Bargelds über die Grenze zwischen den Vereinigten Staaten und Mexiko. Bei den Einnahmen aus dem Drogenverkauf handelt es sich in der Regel um Bargeld in Geldscheinen mit kleinem Nennwert, zum Beispiel ein, fünf, zehn und zwanzig US-Dollar. Dieses Geld wird in mittelgroßen Summen gesammelt und in unauffälligen Autos von den Vereinigten Staaten über die Grenze nach Mexiko gefahren. Die Grenze ist in diese Richtung nach Mexiko (Südrichtung) weniger streng bewacht und die Autos werden deutlich seltener kontrolliert als in die andere Richtung von Mexiko in die USA (Nordrichtung). In Mexiko wird das Geld auf normalen Bankkonten eingezahlt, zum großen Teil bei der britischen Großbank HSBC. Der „Know your customer“-Grundsatz der Legitimationsprüfung wird dabei durch Bestechung der Bankangestellten oder der Bedrohung von ihnen und ihren Familien umgangen (siehe auch das mexikanische Sprichwort „plata o plomo“, deutsch wörtlich „Silber oder Blei?“, sinngemäß „Geld oder Leben?“). Manchmal wird das Drogengeld auch als Sicherheit zur Aufnahme eines Kredits hinterlegt. HSBC wusste von den gesetzeswidrigen Umgehungen der „Know your customer“-Richtlinien, ignorierte diese Verstöße jedoch bewusst. Aus einem Bericht des Justizministeriums der Vereinigten Staaten aus dem Jahr 2012 geht hervor, dass HSBC von 2006 bis 2010 mindestens 881 Millionen US-Dollar (umgerechnet etwa 678 Millionen Euro) des Sinaloa-Kartells sowie des Norte-del-Valle-Kartells gewaschen hat. Am 11. Dezember 2017 gab das Justizministerium der Vereinigten Staaten seinen Plan bekannt, alle strafrechtlichen Anklagen gegenüber HSBC fallenzulassen. |           |                         |                       |                      |                                       |                 |
| 5 | 5         | Der Ahornsirup-Raub     | The Maple Syrup Heist | 26. Jan. 2018        | 26. Jan. 2018                         | Brian McGinn    |
| Im kanadischen Québec wird Ahornsirup im Wert von etwa 18,7 Millionen kanadischen Dollar (umgerechnet etwa 15,1 Millionen Euro) gestohlen. Kanada, besonders die kanadische Provinz Québec, ist weltweit einer der Hauptproduzenten von Ahornsirup. Die Federation of Quebec Maple Syrup Producers (deutsch etwa Verband von Ahornsirupproduzenten in Québec) ist ein staatlich kontrolliertes Unternehmen, das einen Großteil des nationalen und internationalen Ahornsirup-Handels von Kanada kontrolliert. Dieser Verband besitzt einen strategischen Vorrat bzw. Notvorrat („strategic reserve“) von Ahornsirup mit einer Speicherkapazität von 12.200 Tonnen im Jahr 2011. Dieser Notvorrat wird als International Strategic Reserve (deutsch etwa Internationale strategische Reserve) oder als Global Strategic Maple Syrup Reserve (deutsch etwa Globale strategische Ahornsirupreserve) bezeichnet. Im August 2012 wurde bekannt, dass Diebe offenbar 3.000 Tonnen Ahornsirup im Wert von 18,7 Millionen kanadischen Dollar (umgerechnet etwa 15,1 Millionen Euro) aus diesem strategischen Vorrat gestohlen haben. Etwa einen Monat später konnte die kanadische Polizei einen Teil der Beute in einem kleinen Ort in New Brunswick, Kanada, sicherstellen. Ein Großteil war jedoch bereits an unwissende Händler weiterverkauft worden. |           |                         |                       |                      |                                       |                 |
| 6 | 6         | Der Mann des Vertrauens | The Confidence Man    | 26. Jan. 2018        | 26. Jan. 2018                         | Fisher Stevens  |
| Donald Trump, 45. Präsident der Vereinigten Staaten, präsentiert sich in der Öffentlichkeit als erfolgreicher Geschäftsmann. Trump ist Eigentümer der Trump Organization, die in diversen Geschäftsfeldern tätig ist, unter anderem in der Immobilienbranche sowie beim Betrieb von Hotels („Trump International Hotel and Tower“) und Casinos. Doch hinter dieser Fassade sind mehrere Unternehmen, die unter der Leitung von Donald Trump standen, angeblich sehr hoch verschuldet. Manche seiner Unternehmen hat Trump angeblich in den Bankrott geführt, darunter beispielsweise das „Trump Taj Mahal“ in Atlantic City, New Jersey. |           |                         |                       |                      |                                       |                 |

## Staffel 2
| Nr. (ges.) | Nr. (St.) | Deutscher Titel                | Originaltitel        | Erstausstrahlung USA | Deutschsprachige Erstausstrahlung (D) | Regie                        |
| --- | --------- | ------------------------------ | -------------------- | -------------------- | ------------------------------------- | ---------------------------- |
| 7 | 1         | Wagenräder                     | The Wagon Wheel      | 11. März 2020        | 11. März 2020                         | Dan Kraus                    |
| Die Folge behandelt den Wells-Fargo-Skandal, bei dem das Finanzunternehmen systematisch eigene Kunden betrog.                                                                                             |           |                                |                      |                      |                                       |                              |
| 8 | 2         | Der Mann an der Spitze         | The Man at the Top   | 11. März 2020        | 11. März 2020                         | Zachary Heinzerling          |
| Verschiedene Skandale des ehemaligen malaysischen Premierministers Najib Razak werden dokumentiert. Insbesondere geht es dabei um den 1MDB-Skandal.                                                       |           |                                |                      |                      |                                       |                              |
| 9 | 3         | Slumlord Millionär             | Slumlord Millionaire | 11. März 2020        | 11. März 2020                         | Daniel DiMauro, Morgan Pehme |
| Jared Kushner, bekannt als Schwiegersohn von Donald Trump, ist ein Immobilienerbe, dessen fragwürdiger Umgang mit seinen Mietern Thema dieser Folge ist.                                                  |           |                                |                      |                      |                                       |                              |
| 10 | 4         | Schmutziges Gold               | Dirty Gold           | 11. März 2020        | 11. März 2020                         | Stephen Maing                |
| Die Folge behandelt negative Begleiterscheinungen, die beim Handel und Gewinnen von Gold auftreten. Dabei wird unter anderem über Geldwäsche, illegale Bergbauaktivitäten und Umweltzerstörung berichtet. |           |                                |                      |                      |                                       |                              |
| 11 | 5         | Das Geschäft mit der Betreuung | Guardians, Inc.      | 11. März 2020        | 11. März 2020                         | Kyoko Miyake                 |
| Betrug an Senioren ist das Thema dieser Folge. |           |                                |                      |                      |                                       |                              |
| 12 | 6         | Point Comfort                  | Point Comfort        | 11. März 2020        | 11. März 2020                         | Margaret Brown               |
| Thematisiert werden die Umweltfolgen nach dem Bau einer Kunststofffabrik in einer texanischen Kleinstadt.                                                                                                 |           |                                |                      |                      |                                       |                              |